# Правда (Минская область)
Правда (бел. Праўда), ранее Дрехча или Булгацкая Дрехча (бел. Драхча, Булгацкая Драхча) — деревня в Червенском районе Минской области Беларуси. Входит в состав Руднянского сельсовета.

## Географическое положение
Расположена в 10 километрах к северу от Червеня, в 72 км от Минска, на автодороге Червень—Смолевичи.

## История
В XIX веке деревня носила название Дрехча Булгацкая. Согласно переписи населения Российской империи 1897 года входила в состав Гребёнской волости Игуменского уезда Минской губернии, здесь было 47 дворов, проживали 339 человек, работали корчма и магазин. На 1908 год деревня Дрехча Булгака, здесь насчитывалось 70 дворов и 473 жителя. В 1914 году здесь открылась земское народное училище. На 1917 год в деревне было 44 двора и 290 жителей. После Октябрьской революции 1917 года на базе народного училища была открыта рабочая школа 1-й ступени. С февраля по декабрь 1918 года деревня была оккупирована немцами, с августа 1919 по июль 1920 — поляками. 20 августа 1924 года деревня вошла в состав вновь образованного Домовицкого сельсовета Червенского района Минского округа (с 20 февраля 1938 — Минской области). Согласно переписи населения СССР 1926 года здесь было 73 двора, где проживали 480 человек, в школе насчитывалось 47 учеников, при ней также работал пункт ликвидации безграмотности среди взрослых, была и небольшая библиотека. В 1929 году в деревне был организован колхоз имение Климента Ворошилова, при нём работала кузница. Во время Великой Отечественной войны деревня была оккупирована немецко-фашистскими захватчиками в начале июля 1941 года. В районе деревни развернули активную деятельность партизаны бригад «Разгром» и имени Щорса. В рамках Минской операции в районе Дрехчи и Домовицка 16-м отдельным огнемётным батальоном под командованием майора Михаила Бабича была окружена большая группировка немцев. Фашисты предприняли шесть контратак, надеясь прорваться к дороге Могилёв—Минск, но все они были отражены силами 16-го огнемётного батальона и частями 362-й стрелковой дивизии при поддержке партизан. В начале июля 1944 года деревня была освобождена. Потери немцев превысили 300 человек. Погибшие красноармейцы и партизаны были похоронены в двух братских могилах. В одиночных могилах были похоронены партизан бригады «Разгром» П. Конопелько, участник обороны Брестской крепости и майор Бабич, погибший 4 июля во время боя за деревню Замосточье. С фронта не вернулись 25 сельчан. В 1958 году на братских могилах погибших на войне советских солдат были установлены две стелы и обелиск. 25 июля 1959 года в связи с упразднением Домовицкого сельсовета деревня передана в Руднянский сельсовет. На 1960 год её население составило 378 человек. 30 июля 1964 года Дрехча Булгацкая была переименована в Правду. В 1966[уточнить] году в черту Правды была включена деревня Снежин. В 1980-е годы Правда относилась к экспериментальной базе «Новые Зеленки», здесь была библиотека. На 1997 год здесь было 67 домов и 121 житель, работали животноводческая ферма и магазин. На 2013 год 32 круглогодично жилых дома, 50 постоянных жителей, имеется магазин.

## Население
- 1897 — 47 дворов, 339 жителей
- 1908 — 70 двора, 473 жителя
- 1917 — 44 двора, 290 жителей
- 1926 — 73 двора, 480 жителей
- 1960—378 жителей
- 1997 — 67 дворов, 121 житель
- 2013 — 32 двора, 50 жителей